# クリス・ローウェル
クリス・ローウェル（Chris Lowell, 1984年10月17日 - ）は、アメリカ合衆国の俳優である。

## 来歴
1984年、ジョージア州アトランタ生まれ。地元アトランタの高校へ通っていた頃から映画製作と演劇に興味を持ち始め、卒業後に南カリフォルニア大学へ進学。大学において映画製作と演劇に就いて学んだ。卒業後はオーディションを受け、2004年から国内で放送されたテレビドラマ『Life As We Know It』で役者デビューを飾る。2006年には『ヴェロニカ・マーズ』へも出演し、同作品には20エピソード出演している。2007年には映画『Graduation』で主役を演じ、順調にキャリアを重ねていく。映画ではジョージ・クルーニー主演の『マイレージ、マイライフ』などへも出演したほか、2011年にはエマ・ストーン主演の『ヘルプ 〜心がつなぐストーリー〜』へ出演してストーンの恋人役を演じた。同作品では他のキャストと共に全米映画俳優組合賞キャスト賞を含むいくつかの賞も受賞している。俳優の他にも写真家や音楽バンドなどとしても活動を行っており、今後の活躍が期待される若手俳優の一人である。

## 出演作品

### 映画
| 年   | 日本語題 原題                                                               | 役名                           | 備考 |
| ---- | --------------------------------------------------------------------------- | ------------------------------ | ---- |
| 2007 | You Are Here                                                                | Delaney                        |      |
| 2007 | Graduation                                                                  | トム・ジャクソン               |      |
| 2009 | マイレージ、マイライフ Up in the Air                                        | ケヴィン                       |      |
| 2011 | ヘルプ 〜心がつなぐストーリー〜 The Help                                    | スチュアート・ホイットワース   |      |
| 2013 | Love and Honor                                                              | ピーター                       |      |
| 2014 | ヴェロニカ・マーズ ［ザ・ムービー］ Veronica Mars                           | ストッシュ・"ピズ"・ピツナスキ |      |
| 2016 | コンプリート・アンノウン 〜私の知らない彼女〜 Complete Unknown              | ブラッド                       |      |
| 2016 | グッバイ、ケイティ Katie Says Goodbye                                       | ダーク                         |      |
| 2020 | プロミシング・ヤング・ウーマン Promising Young Woman                        | アル・モンロー                 |      |
| 2021 | ブレイキング・ニュース・イン・ユバ・カウンティ Breaking News in Yuba County | スティーヴ                     |      |

### テレビドラマ
| 年        | 日本語題 原題                                                | 役名                           | 備考       |
| --------- | ------------------------------------------------------------ | ------------------------------ | ---------- |
| 2004-2005 | Life As We Know It                                           | ジョナサン・フィールズ         | 計13話出演 |
| 2006-2007 | ヴェロニカ・マーズ Veronica Mars                             | ストッシュ・"ピズ"・ピツナスキ | 計20話出演 |
| 2007      | グレイズ・アナトミー 恋の解剖学 Grey's Anatomy               | ウィリアム・"デル"・パーカー   | 計2話出演  |
| 2007-2010 | プライベート・プラクティス 迷えるオトナたち Private Practice | ウィリアム・"デル"・パーカー   | 計54話出演 |
| 2017-2019 | GLOW: ゴージャス・レディ・オブ・レスリング GLOW              | バッシュ                       | 計25話出演 |